# Magdeburger Straßen/U
Nachfolgend werden Bedeutungen und Umstände der Namengebung von Magdeburger Straßen und ihre Geschichte aufgezeigt. Aktuell gültige Straßenbezeichnungen sind in Fettschrift angegeben, nach Umbenennung oder Überbauung nicht mehr gültige Bezeichnungen in Kursivschrift. Soweit möglich werden auch bestehende oder ehemalige Institutionen, Denkmäler, besondere Bauten oder bekannte Bewohnerinnen und Bewohner aufgeführt.
Die Liste erhebt zunächst noch keinen Anspruch auf Vollständigkeit.
Uchtdorfer Weg; Stadtteil Neustädter Feld; PLZ 39128
Vormals: Tangaweg
Diese Straße wurde nach dem südwestlich von Tangerhütte gelegenen Dorf Uchtdorf benannt.
Uferstieg; Stadtteil Werder; PLZ 39114
Vormals: Oberst-Förster-Weg
Heute: Großer Werder
Dieser in der Nähe der Elbe verlaufende Weg trug seinen Namen nach seiner Nähe zum Elbufer.
Uhlandstraße; Stadtteil Stadtfeld Ost; PLZ 39108
Die Benennung der Straße erinnert an den deutschen Schriftsteller und Politiker Ludwig Uhland (1787–1862).
Uhlichstraße; Stadtteil Stadtfeld Ost; PLZ 39108
Diese Straße wurde nach dem in Magdeburg wirkenden Theologen Leberecht Uhlich (1799–1872) benannt.
Institutionen, Bauwerke, Denkmäler:
- Haus-Nr. 11, Wohngebäude, moderne Architektur, erbaut 1929.

Ulmenweg; Stadtteil Hopfengarten; PLZ 39120
Die Straße wurde nach der Pflanzengattung der Ulmen benannt.
Ulnerstraße; Stadtteil Neustädter Feld; PLZ 39128
Vormals: Hans-Beimler-Straße
Die Benennung der Straße erinnert an den ersten evangelischen Abt des Klosters Berge Peter Ulner.
Ulrichplatz; Stadtteil Altstadt; PLZ 39104
Der Name des Platzes geht auf die hier einmal befindliche St.-Ulrich-und-Levin-Kirche zurück.
Umfassungsstraße; Stadtteil Neue Neustadt; PLZ 39124
?
Umfassungsweg; Stadtteil Neue Neustadt; PLZ 39124
?
Ummendorfer Straße; Stadtteil Diesdorf; PLZ 39110
Die Straße ist nach dem in der Magdeburger Börde gelegenen Dorf Ummendorf (Börde) benannt.
Universitätsplatz; Stadtteile Altstadt und Magdeburg-Alte Neustadt; PLZ 39104 und 39106
Vormals:
Kaiser-Wilhelm-Platz
Staatsbürgerplatz
Kaiser-Wilhelm-Platz
Deutscher Platz
Boleslaw-Bierut-Platz
Der Universitätsplatz gehört zu den Straßen Magdeburgs, die am häufigsten umbenannt worden waren. Seit der politischen Wende in der DDR trägt er nun nach der an der Nordostseite des Platzes befindlichen Otto-von-Guericke-Universität Magdeburg seinen heutigen Namen.
Institutionen, Bauwerke, Denkmäler:
- Haus-Nr. 2, Fakultätsgebäude Elektrotechnik, erbaut 1999.
- Haus-Nr. 10–12, Komplex Universitätsplatz Westseite, Büro- und Geschäftshaus, erbaut von 1993 bis 1996

Ehemalige Institutionen, Denkmäler und Gebäude:
- Konsulat der Tschechoslowakischen Republik, befand sich zumindest noch 1938 am Kaiser-Wilhelm-Platz Nr. 9.

Unseburger Straße; Stadtteil Westerhüsen; PLZ 39122
Diese Straße wurde nach dem südlich von Magdeburg gelegenen Ort Unseburg benannt.
Unter der Wiesche; Stadtteil Beyendorf-Sohlen; PLZ 39122
?
Untere Siedlung; Stadtteil Beyendorf-Sohlen; PLZ 39122
?
Unterer Hohenwarsleber Weg; Stadtteil Alt Olvenstedt; PLZ 39130
Der Weg führt in Richtung des nordwestlich von Olvenstedt gelegenen Dorfes Hohenwarsleben und erhielt so seine Bezeichnung. Die Bezeichnung Oberer dient zur Unterscheidung vom weiter südlich in gleicher Richtung verlaufenden Oberen Hohenwarsleber Weg.
Unterhorstweg; Stadtteile Salbke und Fermersleben; PLZ 39122
Die Straße führt von Salbke her in Richtung Elbe in das als Unterhorst bezeichnete Ufergebiet am linken Elbufer. Die Bezeichnung des Bereichs als Horst entspricht der mittelniederdeutschen Bezeichnung für eine mit Sträuchern bewachsene Bodenerhebung.
Untuchtstraße; Stadtteil Nordwest; PLZ 39128
Heute: ? :wahrscheinlich burgkmairweg
Diese Straße dürfte nach dem Magdeburger Unternehmer Friedrich Carl Untucht (1870–1939) benannt gewesen sein.
Uranusweg; Stadtteil Reform; PLZ 39118
Wie bei vielen der benachbarten Straßen auch, wurde für die Namengebung ein Begriff aus der Astronomie genutzt. Die Straße wurde nach dem Planeten Uranus benannt.